# Sarah Brüßler
Sarah Brüßler, née le 8 avril 1994 à Cassel, est une kayakiste allemande, vice championne olympique du K4 500 m en 2024.

## Carrière
Elle possède un master en psychologie de l'université de Mannheim.
Aux Jeux olympiques d'été de 2024, elle remporte la médaille d'argent du K4 500 m avec ses coéquipières Jule Hake, Pauline Jagsch et Paulina Paszek.